# 上田功
上田 功（うえだ いさお、1955年 - ）は、日本の言語学者。名古屋外国語大学外国語学部英米語学科教授、大阪大学名誉教授。大阪大学招聘教授（連合小児発達研究科）。

## 経歴
大阪外国語大学外国語学部アラビア語学科卒業・I部英語学科卒業、大阪外国語大学大学院外国語学研究科修了、文学修士（1985年）、京都大学博士（文学）。
大阪学院大学商学部助手（1985-1986）、大阪学院大学外国語学部専任講師（1986-1990）、静岡大学教育学部助教授（1990-1995）、大阪外国語大学外国語学部助教授（1995-2006）、大阪外国語大学外国語部教授（2006-2007）を経て、2007年10月の統合により、大阪大学言語文化研究科（言語情報科学講座）教授。現在は名古屋外国語大学外国語学部英米語学科教授（2018年4月〜) 。大阪大学名誉教授。大阪大学招聘教授（連合小児発達研究科）。日本音声学会会長（2022年4月〜）。